# Zdravko Kuzmanović
Zdravko Kuzmanović (in serbo Здравко Кузмановић?; Thun, 22 settembre 1987) è un ex calciatore serbo, di ruolo centrocampista.

## Biografia
Nasce a Thun, in Svizzera, da una famiglia di emigrati serbi bosniaci (il padre è originario di Donji Skugrić, piccolo villaggio vicino Modriča, in Bosnia).

## Caratteristiche tecniche
È un centrocampista centrale che può ricoprire anche il ruolo di interno destro in un centrocampo a 3.

## Carriera

### Club

#### Basilea
Dopo aver giocato nelle giovanili di Dürrenast e Young Boys, passa al Basilea dove comincia a giocare da professionista nel 2005. Nella squadra rossoblù si fa subito notare mettendo a segno un gol all'esordio in Coppa UEFA contro lo Strasburgo, e diventa presto titolare giocando, in due stagioni, 34 partite di campionato, segnando 5 gol.
In seguito alle sue buone prestazioni viene segnalato dal sito dell'UEFA come uno dei giovani europei più interessanti e viene premiato con lo Swiss Golden Player Award per la stagione 2006.

#### Fiorentina
A inizio 2007 Kuzmanović viene avvicinato dal Palermo, ma la trattativa con i rosanero si interrompe bruscamente. Successivamente la Fiorentina, dopo aver appreso che Donadel sarebbe rimasto fuori per circa due mesi a causa di un infortunio al polpaccio destro avvenuto prima del derby contro il Livorno, decide di ingaggiare il giocatore nel penultimo giorno utile per la sessione invernale del calciomercato, ovvero il 30 gennaio 2007, pagando il suo cartellino una cifra vicina ai 3 milioni di euro e facendogli firmare un contratto quadriennale.
Il presidente Zamparini e il direttore sportivo Foschi del Palermo accusano la Fiorentina di comportamento scorretto affermando che il direttore sportivo viola Corvino si sarebbe comportato da "sciacallo". Corvino risponde meglio sciacallo che pollo ribadendo la correttezza del suo operato. Più avanti sarà lo stesso Kuzmanović a svelare il retroscena del suo mancato passaggio al Palermo: «a me non piacque Zamparini. Vennero lui e quello alto e pelato [Foschi, ndr] [...] più una ragazza per la traduzione. Mi diedero solo cinque minuti, dissero che dovevano tornare in Italia. Il contratto non era buono ma come facevo a decidere in fretta? Dissi: sono importante o no? Se lo sono non potete fare tutto in cinque minuti. Non risposero, la chiusi lì: prendete l'aereo, io torno a casa. Poi un giorno chiama il mio procuratore e dice: ti vuole la Fiorentina, è un grande club e punta seriamente su di te. Dissi subito sì, andiamo, andiamo».
Esordisce in Serie A il 4 marzo 2007, subentrando a Blasi in occasione della vittoria casalinga della Fiorentina contro il Torino per 5-1 e fornendo l'assist per il quinto gol firmato da Gamberini. Nella sua prima stagione in viola totalizza 4 presenze, di cui una da titolare nella trasferta contro il Parma. Segna il suo primo gol in Serie A il 17 febbraio 2008 nel 2-1 casalingo contro il Catania. Il 6 marzo seguente segna anche il suo primo gol in Coppa UEFA 2007-2008 con la maglia della Fiorentina, in casa contro l'Everton, durante l'andata degli ottavi di finale, siglando il momentaneo 1-0. Chiude la stagione con 3 reti in campionato.

#### Stoccarda
Il 31 agosto 2009 viene ceduto a titolo definitivo allo Stoccarda per 8 milioni di euro. Il giocatore racconta di avere chiesto la cessione perché, pur essendo stato bene nei due anni e mezzo trascorsi a Firenze, in avvio di stagione si sentiva destinato alla panchina o alla tribuna.
Con la maglia dello Stoccarda segna il suo primo gol in Bundesliga il 12 settembre 2009 contro l'Amburgo e il suo primo gol in UEFA Champions League il 4 novembre seguente nell'1-1 contro il Siviglia.
Con lo Stoccarda in 3 anni e mezzo gioca in tutto 127 partite e segna 22 gol.

#### Inter

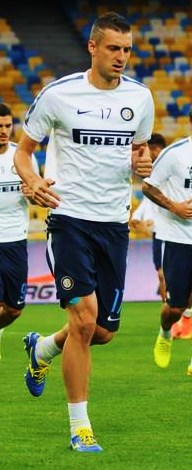
Kuzmanović nel 2014, prima di un'amichevole con l'Inter.

Durante la sessione di mercato del gennaio 2013 passa all'Inter per una cifra di poco superiore al milione di euro: la scadenza del contratto è fissata per il 2016. Esordisce il 3 febbraio, in Siena-Inter 3-1.
Il 27 novembre 2014 segna la sua unica rete in nerazzurro, nella gara di Europa League contro il Dnipro: la vittoria assicura alla squadra l'accesso alla fase ad eliminazione diretta. Nel gennaio 2015 rifiuta un'offerta di trasferimento all'Amburgo. Il 19 marzo, in Inter-Wolfsburg (ottavo di finale di Europa League) subisce la frattura del polso rimanendo fuori sino al termine della stagione.

#### Ritorno al Basilea
Il 30 giugno 2015 viene acquistato dal Basilea per 2 milioni di euro più bonus firmando un contratto quinquennale, facendo così ritorno al club svizzero dopo otto anni e mezzo.

#### Udinese
Il 22 gennaio 2016 viene acquistato dai friulani in prestito con diritto di riscatto, tornando in Italia dopo sette mesi.

#### Malaga
Il 30 giugno 2016 viene acquistato in prestito dal Malaga. Nonostante abbia trovato poco spazio terminando anzitempo la stagione già a ottobre dopo 4 partite (causa tendine d'achille), in giugno venne ripreso in prestito dal club andaluso. Però, l'andazzo è sempre lo stesso, con un Kuzmanović costantemente infortunato, giocherà solo 12 partite in 2 anni.
Terzo ritorno al Basilea e ritiro
Il 30 giugno 2018, dopo aver terminato il prestito al Malaga, tornerà al Basilea per disputare i suoi ultimi anni di carriera. In due anni, disputerà solo 16 presenze segnando una sola rete, a causa degli svariati infortuni subiti data la sua età.
Il 1º luglio 2020, annuncerà ufficialmente il ritiro dal calcio giocato.
Nazionale
Svizzero con passaporto serbo, nel 2006 diventa titolare dell'Under-21 elvetica, con la quale disputa in totale quattro incontri dopo aver giocato con le nazionali giovanili elvetiche dall'under-17 all'under-20 in precedenza.
Il 12 marzo 2007, però, viene annunciata la sua decisione di rispondere alla convocazione del commissario tecnico Javier Clemente per la Nazionale serba, per far parte della rosa delle due successive partite di qualificazione agli europei del 2008 contro Kazakistan e Portogallo. L'esordio arriva però solo il 2 giugno dello stesso anno, quando gioca dal primo minuto nella gara di qualificazione agli Europei disputata in casa della Finlandia e vinta poi dai serbi per 0-2.

## Statistiche

### Presenze e reti nei club
Statistiche aggiornate al 28 settembre 2018.
| Stagione          | Squadra           | Campionato        | Campionato | Campionato | Coppe nazionali | Coppe nazionali | Coppe nazionali | Coppe continentali | Coppe continentali | Coppe continentali | Altre coppe | Altre coppe | Altre coppe | Totale | Totale |
| Stagione          | Squadra           | Comp              | Pres       | Reti       | Comp            | Pres            | Reti            | Comp               | Pres               | Reti               | Comp        | Pres        | Reti        | Pres   | Reti   |
| ----------------- | ----------------- | ----------------- | ---------- | ---------- | --------------- | --------------- | --------------- | ------------------ | ------------------ | ------------------ | ----------- | ----------- | ----------- | ------ | ------ |
| 2005-2006         | Basilea U-21      | PLC               | 12         | 2          | -               | -               | -               | -                  | -                  | -                  | -           | -           | -           | 12     | 2      |
| 2005-2006         | Basilea           | SL                | 17         | 1          | CS              | 2               | 2               | CU                 | 3                  | 1                  | -           | -           | -           | 22     | 4      |
| 2006-gen. 2007    | Basilea           | SL                | 17         | 3          | CS              | 3               | 0               | CU                 | 8                  | 2                  | -           | -           | -           | 28     | 5      |
| gen.-giu. 2007    | Fiorentina        | A                 | 4          | 0          | CI              | 0               | 0               | UCL                | -                  | -                  | -           | -           | -           | 4      | 0      |
| 2007-2008         | Fiorentina        | A                 | 34         | 1          | CI              | 2               | 0               | CU                 | 13                 | 1                  | -           | -           | -           | 49     | 2      |
| 2008-2009         | Fiorentina        | A                 | 32         | 2          | CI              | 1               | 0               | UCL+CU             | 7+1                | 0                  | -           | -           | -           | 41     | 2      |
| Totale Fiorentina | Totale Fiorentina | Totale Fiorentina | 70         | 3          |                 | 3               | 0               |                    | 21                 | 1                  |             | -           | -           | 94     | 4      |
| 2009-2010         | Stoccarda         | BL                | 26         | 3          | CG              | 2               | 0               | UCL                | 6                  | 2                  | -           | -           | -           | 34     | 5      |
| 2010-2011         | Stoccarda         | BL                | 32         | 9          | CG              | 3               | 0               | UEL                | 12                 | 2                  | -           | -           | -           | 47     | 11     |
| 2011-2012         | Stoccarda         | BL                | 26         | 5          | CG              | 3               | 1               | -                  | -                  | -                  | -           | -           | -           | 29     | 6      |
| 2012-gen. 2013    | Stoccarda         | BL                | 12         | 0          | CG              | 2               | 0               | UEL                | 3                  | 0                  | -           | -           | -           | 17     | 0      |
| Totale Stoccarda  | Totale Stoccarda  | Totale Stoccarda  | 96         | 17         |                 | 10              | 1               |                    | 21                 | 4                  |             | -           | -           | 127    | 22     |
| gen.-giu. 2013    | Inter             | A                 | 13         | 0          | CI              | 1               | 0               | UEL                | -                  | -                  | -           | -           | -           | 14     | 0      |
| 2013-2014         | Inter             | A                 | 15         | 0          | CI              | 1               | 0               | -                  | -                  | -                  | -           | -           | -           | 16     | 0      |
| 2014-2015         | Inter             | A                 | 14         | 0          | CI              | 1               | 0               | UEL                | 10                 | 1                  | -           | -           | -           | 25     | 1      |
| Totale Inter      | Totale Inter      | Totale Inter      | 42         | 0          |                 | 3               | 0               |                    | 10                 | 1                  |             | -           | -           | 55     | 1      |
| 2015-gen. 2016    | Basilea           | SL                | 12         | 0          | CS              | 2               | 0               | UCL+UEL            | 2+2                | 0                  | -           | -           | -           | 18     | 0      |
| gen.-giu. 2016    | Udinese           | A                 | 16         | 0          | CI              | -               | -               | -                  | -                  | -                  | -           | -           | -           | 16     | 0      |
| 2016-2017         | Málaga            | PD                | 4          | 0          | CR              | 0               | 0               | -                  | -                  | -                  | -           | -           | -           | 4      | 0      |
| 2017-2018         | Málaga            | PD                | 8          | 0          | CR              | 0               | 0               | -                  | -                  | -                  | -           | -           | -           | 8      | 0      |
| Totale Málaga     | Totale Málaga     | Totale Málaga     | 12         | 0          |                 | 0               | 0               |                    | -                  | -                  |             | -           | -           | 12     | 0      |
| 2018-2019         | Basilea           | SL                | 13         | 1          | CS              | 1               | 0               | UCL+UEL            | 0+0                | 0                  | -           | -           | -           | 14     | 1      |
| 2019-2020         | Basilea           | SL                | 3          | 0          | CS              | 0               | 0               | UCL+UEL            | 0+0                | 0                  | -           | -           | -           | 3      | 0      |
| Totale Basilea    | Totale Basilea    | Totale Basilea    | 58         | 4          |                 | 7               | 2               |                    | 13                 | 3                  |             | -           | -           | 62     | 9      |
| Totale carriera   | Totale carriera   | Totale carriera   | 310        | 27         |                 | 24              | 3               |                    | 67                 | 9                  |             | -           | -           | 401    | 39     |

### Cronologia presenze e reti in nazionale
| Cronologia completa delle presenze e delle reti in nazionale ― Serbia | Cronologia completa delle presenze e delle reti in nazionale ― Serbia | Cronologia completa delle presenze e delle reti in nazionale ― Serbia | Cronologia completa delle presenze e delle reti in nazionale ― Serbia | Cronologia completa delle presenze e delle reti in nazionale ― Serbia | Cronologia completa delle presenze e delle reti in nazionale ― Serbia | Cronologia completa delle presenze e delle reti in nazionale ― Serbia | Cronologia completa delle presenze e delle reti in nazionale ― Serbia |
| Data                                                                  | Città                                                                 | In casa                                                               | Risultato                                                             | Ospiti                                                                | Competizione                                                          | Reti                                                                  | Note                                                                  |
| --------------------------------------------------------------------- | --------------------------------------------------------------------- | --------------------------------------------------------------------- | --------------------------------------------------------------------- | --------------------------------------------------------------------- | --------------------------------------------------------------------- | --------------------------------------------------------------------- | --------------------------------------------------------------------- |
| 2-6-2007                                                              | Helsinki                                                              | Finlandia                                                             | 0 – 2                                                                 | Serbia                                                                | Qual. Euro 2008                                                       | -                                                                     |                                                                       |
| 22-8-2007                                                             | Bruxelles                                                             | Belgio                                                                | 3 – 2                                                                 | Serbia                                                                | Qual. Euro 2008                                                       | 2                                                                     |                                                                       |
| 8-9-2007                                                              | Belgrado                                                              | Serbia                                                                | 0 – 0                                                                 | Finlandia                                                             | Qual. Euro 2008                                                       | -                                                                     |                                                                       |
| 12-9-2007                                                             | Lisbona                                                               | Portogallo                                                            | 1 – 1                                                                 | Serbia                                                                | Qual. Euro 2008                                                       | -                                                                     | 71’                                                                   |
| 13-10-2007                                                            | Erevan                                                                | Armenia                                                               | 0 – 0                                                                 | Serbia                                                                | Qual. Euro 2008                                                       | -                                                                     | 61’                                                                   |
| 17-10-2007                                                            | Baku                                                                  | Azerbaigian                                                           | 1 – 6                                                                 | Serbia                                                                | Qual. Euro 2008                                                       | -                                                                     |                                                                       |
| 21-11-2007                                                            | Belgrado                                                              | Serbia                                                                | 2 – 2                                                                 | Polonia                                                               | Qual. Euro 2008                                                       | -                                                                     |                                                                       |
| 6-2-2008                                                              | Skopje                                                                | Macedonia                                                             | 1 – 1                                                                 | Serbia                                                                | Amichevole                                                            | -                                                                     | 59’                                                                   |
| 26-3-2008                                                             | Kiev                                                                  | Ucraina                                                               | 2 – 0                                                                 | Serbia                                                                | Amichevole                                                            | -                                                                     |                                                                       |
| 24-5-2008                                                             | Dublino                                                               | Irlanda                                                               | 1 – 1                                                                 | Serbia                                                                | Amichevole                                                            | -                                                                     | 77’                                                                   |
| 28-5-2008                                                             | Mosca                                                                 | Russia                                                                | 2 – 1                                                                 | Serbia                                                                | Amichevole                                                            | -                                                                     | 59’                                                                   |
| 31-5-2008                                                             | Gelsenkirchen                                                         | Germania                                                              | 2 – 1                                                                 | Serbia                                                                | Amichevole                                                            | -                                                                     |                                                                       |
| 10-9-2008                                                             | Saint-Denis                                                           | Francia                                                               | 2 – 1                                                                 | Serbia                                                                | Qual. Mondiali 2010                                                   | -                                                                     |                                                                       |
| 11-10-2008                                                            | Belgrado                                                              | Serbia                                                                | 3 – 0                                                                 | Lituania                                                              | Qual. Mondiali 2010                                                   | -                                                                     | 56’                                                                   |
| 15-10-2008                                                            | Vienna                                                                | Austria                                                               | 1 – 3                                                                 | Serbia                                                                | Qual. Mondiali 2010                                                   | -                                                                     | 52’                                                                   |
| 10-2-2009                                                             | Nicosia                                                               | Cipro                                                                 | 0 – 2                                                                 | Serbia                                                                | Torneo di Cipro 2009 - Semifinale                                     | -                                                                     | 46’                                                                   |
| 11-2-2009                                                             | Nicosia                                                               | Ucraina                                                               | 1 – 0                                                                 | Serbia                                                                | Torneo di Cipro 2009 - Finale                                         | -                                                                     | 46’                                                                   |
| 1-4-2009                                                              | Belgrado                                                              | Serbia                                                                | 2 – 0                                                                 | Svezia                                                                | Amichevole                                                            | -                                                                     |                                                                       |
| 10-6-2009                                                             | Tórshavn                                                              | Fær Øer                                                               | 0 – 2                                                                 | Serbia                                                                | Qual. Mondiali 2010                                                   | -                                                                     |                                                                       |
| 12-8-2009                                                             | Pretoria                                                              | Sudafrica                                                             | 1 – 3                                                                 | Serbia                                                                | Amichevole                                                            | -                                                                     | 46’                                                                   |
| 9-9-2009                                                              | Belgrado                                                              | Serbia                                                                | 1 – 1                                                                 | Francia                                                               | Qual. Mondiali 2010                                                   | -                                                                     | 88’ 70’                                                               |
| 10-10-2009                                                            | Belgrado                                                              | Serbia                                                                | 5 – 0                                                                 | Romania                                                               | Qual. Mondiali 2010                                                   | 1                                                                     | 66’ 64’                                                               |
| 14-11-2009                                                            | Belfast                                                               | Irlanda del Nord                                                      | 0 – 1                                                                 | Serbia                                                                | Amichevole                                                            | -                                                                     | 52’                                                                   |
| 18-11-2009                                                            | Londra                                                                | Corea del Sud                                                         | 0 – 1                                                                 | Serbia                                                                | Amichevole                                                            | -                                                                     | 82’                                                                   |
| 3-3-2010                                                              | Algeri                                                                | Algeria                                                               | 0 – 3                                                                 | Serbia                                                                | Amichevole                                                            | 1                                                                     | 46’                                                                   |
| 29-5-2010                                                             | Klagenfurt am Wörthersee                                              | Serbia                                                                | 0 – 1                                                                 | Nuova Zelanda                                                         | Amichevole                                                            | -                                                                     | 59’                                                                   |
| 2-6-2010                                                              | Kufstein                                                              | Polonia                                                               | 0 – 0                                                                 | Serbia                                                                | Amichevole                                                            | -                                                                     |                                                                       |
| 13-6-2010                                                             | Pretoria                                                              | Serbia                                                                | 0 – 1                                                                 | Ghana                                                                 | Mondiali 2010                                                         | -                                                                     | 83’ 62’                                                               |
| 18-6-2010                                                             | Port Elizabeth                                                        | Germania                                                              | 0 – 1                                                                 | Serbia                                                                | Mondiali 2010                                                         | -                                                                     | 75’                                                                   |
| 23-6-2010                                                             | Nelspruit                                                             | Australia                                                             | 2 – 1                                                                 | Serbia                                                                | Mondiali 2010                                                         | -                                                                     | 77’                                                                   |
| 11-8-2010                                                             | Belgrado                                                              | Serbia                                                                | 0 – 1                                                                 | Grecia                                                                | Amichevole                                                            | -                                                                     |                                                                       |
| 3-9-2010                                                              | Tórshavn                                                              | Fær Øer                                                               | 0 – 3                                                                 | Serbia                                                                | Qual. Euro 2012                                                       | -                                                                     |                                                                       |
| 7-9-2010                                                              | Belgrado                                                              | Serbia                                                                | 1 – 1                                                                 | Slovenia                                                              | Qual. Euro 2012                                                       | -                                                                     | 90’                                                                   |
| 8-10-2010                                                             | Belgrado                                                              | Serbia                                                                | 1 – 3                                                                 | Estonia                                                               | Qual. Euro 2012                                                       | -                                                                     | 79’                                                                   |
| 12-10-2010                                                            | Genova                                                                | Italia                                                                | 3 – 0                                                                 | Serbia                                                                | Qual. Euro 2012                                                       | -                                                                     |                                                                       |
| 9-2-2011                                                              | Tel Aviv                                                              | Israele                                                               | 0 – 2                                                                 | Serbia                                                                | Amichevole                                                            | -                                                                     | 46’                                                                   |
| 3-6-2011                                                              | Seul                                                                  | Corea del Sud                                                         | 2 – 1                                                                 | Serbia                                                                | Amichevole                                                            | -                                                                     | 67’                                                                   |
| 7-6-2011                                                              | Melbourne                                                             | Australia                                                             | 0 – 0                                                                 | Serbia                                                                | Amichevole                                                            | -                                                                     | 65’                                                                   |
| 10-8-2011                                                             | Mosca                                                                 | Russia                                                                | 1 – 0                                                                 | Serbia                                                                | Amichevole                                                            | -                                                                     | 74’                                                                   |
| 2-9-2011                                                              | Lurgan                                                                | Irlanda del Nord                                                      | 0 – 1                                                                 | Serbia                                                                | Qual. Euro 2012                                                       | -                                                                     | 90’                                                                   |
| 6-9-2011                                                              | Belgrado                                                              | Serbia                                                                | 3 – 1                                                                 | Fær Øer                                                               | Qual. Euro 2012                                                       | 1                                                                     |                                                                       |
| 12-11-2011                                                            | Santiago de Querétaro                                                 | Messico                                                               | 2 – 0                                                                 | Serbia                                                                | Amichevole                                                            | -                                                                     |                                                                       |
| 15-11-2011                                                            | San Pedro Sula                                                        | Honduras                                                              | 2 – 0                                                                 | Serbia                                                                | Amichevole                                                            | -                                                                     | 76’                                                                   |
| 28-2-2012                                                             | Limassol                                                              | Serbia                                                                | 2 – 0                                                                 | Armenia                                                               | Amichevole                                                            | 1                                                                     |                                                                       |
| 29-2-2012                                                             | Nicosia                                                               | Cipro                                                                 | 0 – 0                                                                 | Serbia                                                                | Amichevole                                                            | -                                                                     | 79’                                                                   |
| 15-8-2012                                                             | Belgrado                                                              | Serbia                                                                | 0 – 0                                                                 | Irlanda                                                               | Amichevole                                                            | -                                                                     | 82’                                                                   |
| 6-2-2013                                                              | Nicosia                                                               | Cipro                                                                 | 1 – 3                                                                 | Serbia                                                                | Amichevole                                                            | -                                                                     | 73’                                                                   |
| 7-9-2014                                                              | Belgrado                                                              | Serbia                                                                | 1 – 1                                                                 | Francia                                                               | Amichevole                                                            | -                                                                     | 60’                                                                   |
| 11-10-2014                                                            | Erevan                                                                | Armenia                                                               | 1 – 1                                                                 | Serbia                                                                | Qual. Euro 2016                                                       | -                                                                     | 26’                                                                   |
| 14-11-2014                                                            | Belgrado                                                              | Serbia                                                                | 1 – 3                                                                 | Danimarca                                                             | Qual. Euro 2016                                                       | -                                                                     | 46’                                                                   |
| Totale                                                                |                                                                       | Presenze                                                              | 50                                                                    |                                                                       | Reti                                                                  | 6                                                                     |                                                                       |

## Palmarès

### Club
- Coppa Svizzera: 1

Basilea: 2018-2019